# Low-tech
Ne doit pas être confondu avec Low-cost, Innovation frugale, Do it yourself, Jugaad, Green tech ou Deep tech.

Infographie « Low-tech : Assurer durablement l'essentiel pour tous » regroupant les critères de toute démarche d'innovation low-tech (avril 2022).

La ou les low-tech, littéralement basses technologies, désignent une catégorie de techniques durables, simples, appropriables, résilientes produisant des objets facilement réparables et adaptables. Ce concept est souvent associé aux concepts de sobriété énergétique et/ou de sobriété économique.

## Étymologie
Le terme low-tech a été créé en antonymie avec le terme high-tech (haute technologie). Il peut être traduit par « technologies douces »[réf. souhaitée] ou « technologies sobres et résilientes »[réf. souhaitée].

## Définition et contexte
La low-tech se veut une démarche technocritique, plutôt que technophobe. Autrement dit, même si elle s'oppose à l’obsession de la high-tech, celle-ci s'accorde du principe de techno-discernement, la low-tech est donc complémentaire à la high-tech dite utile.
La low-tech désigne tout type de produits, de services, de procédés ou autres systèmes permettant, via une transformation technique, organisationnelle et culturelle, le développement de nouveaux modèles de société intégrant, dans leurs principes fondamentaux, les exigences de durabilité forte et de résilience collective.
L’on parle avant tout de démarche low-tech, parce qu'à l'heure actuelle elle exclurait sinon une trop grande majorité des biens et des services, et ce, alors que l'objectif principal de la low-tech est d'initier un mouvement global en inspirant le maximum de personnes, ceci afin de baisser le plus rapidement possible notre empreinte écologique et anticiper la descente énergétique et matérielle des années et des décennies à venir.
Comme le dit Philippe Bihouix, l’on peut prendre l’exemple du vélo qui semble low-tech au sens strict, mais pourtant sa fabrication nécessite de nos jours beaucoup et sans doute trop de haute technologie. On pourrait donc dire que les low-tech au sens strict (lowest-tech : biens et services, ayant entre autres atteint l'optimum technologique), découlent de la démarche low-tech (lower-tech). Les métropoles, par leur complexité, et les villes moyennes et les petites villes, de par le fait qu'elles comporteraient, elles aussi, encore un nécessaire mélange low-tech/high-tech, afin par exemple de conserver de la high-tech dans la santé, la recherche et la défense, ne seraient des villes low-tech au sens strict, mais pourraient être d'abord des villes hybrides techno-discernées, puis des villes dans une démarche low-tech. Leur objectif serait donc surtout, une fois recentrées sur l'essentiel, de viser entre autres l'optimum technologique : plus basse intensité et plus grande simplicité technologique permettant de répondre aux besoins avec un haut de niveau de fiabilité. L'on comprend alors que cette logique s’appliquerait ainsi à la high-tech dite utile (ou essentielle) pour la rendre un peu plus low-tech. L'on ne pourrait pas pour autant dire qu'une high-tech utile serait alors low-tech au sens strict (lowest-tech) ou dans une démarche low-tech (lower-tech), mais l'on pourrait dire qu'une high-tech utile, en ayant atteint entre autres l'optimum technologique, serait le plus low-tech possible (lowest-high-tech), ou en le visant serait dans une démarche low-tech (lower-high-tech). Sur les mêmes principes ou presque Lower-tech et Lower-high-tech formeraient une démarche globale vers un monde plus low-tech.
Les low-tech sont donc bien plus que des solutions techniques ressorties du passé ou bricolées, elles portent en elles des dimensions organisationnelles, systémiques, culturelles, voire politiques et philosophiques. Cela rejoint en ce sens les propos d'Arthur Keller, pour qui la démarche low-tech est « une approche, une méthode, une vision, une philosophie, presque une culture, dépassant largement la question technologique stricte. Une démarche d’ensemble qui permet de se remettre en conformité avec les limites planétaires, c’est-à-dire de ne pas consommer davantage d’énergie, de matériaux et de ressources que ce que la Terre peut durablement fournir ». Dans le cas Français, il s'agirait de faire de la France la première Low-tech Nation, championne de la réparation, du réemploi et du zéro-déchet.
Lorsqu'il s'agit de biens, ces technologies cherchent à être simples, bien pensées, bien dimensionnées et réparables. Elles sont issues d'une fabrication la plus locale possible, favorisant l'emploi, plus proche de l'artisanat que de la production industrielle, voire de la prosommation. Ce sont des technologies issues majoritairement de matériaux de réemploi, réutilisés, recyclés ou de matériaux biosourcés et géosourcés "premiers" et utilisent le moins possible de ressources / matériaux rares.

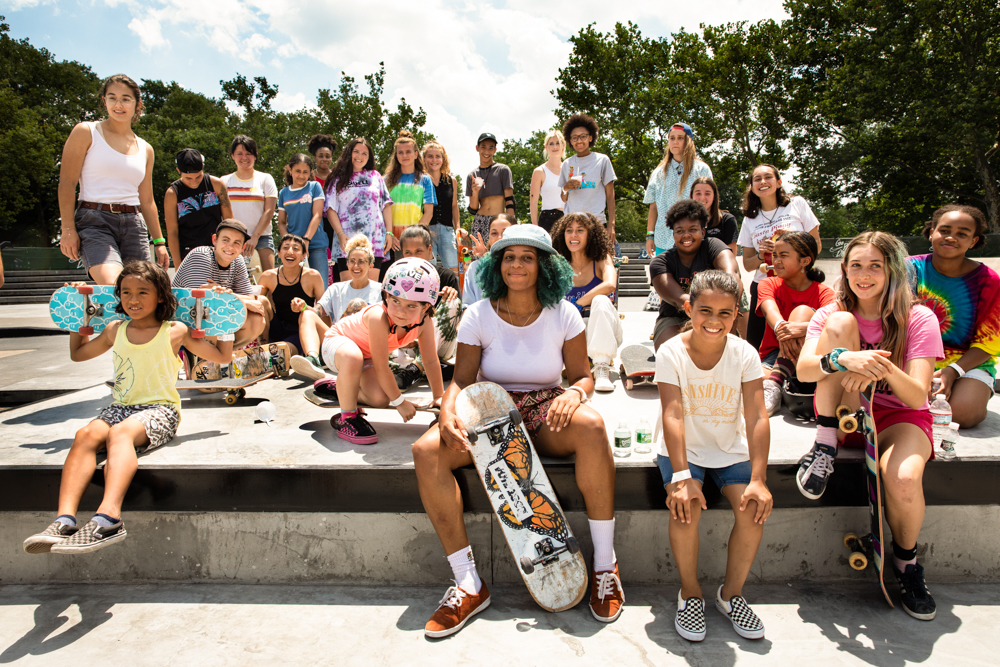
Le skateboard comme moyen de mobilité low-tech.

Les low-tech visent aussi à remettre l'homme au centre des activités par son savoir-faire et son sens pratique. Surtout, ces techniques évitent de développer une complexité interne qui serait cachée par une apparente simplicité d'utilisation : le processus menant à l'action voulue doit être le plus direct possible. Il s'agit d'être ingénieux dans la conception et de limiter l’effet rebond ou « paradoxe de Jevons ». La low-tech est aussi un concept à caractéristiques humanistes quelquefois proche du Do It Yourself, philosophie qui incite les individus à fabriquer leurs propres objets à partir de pièces détachées ou de composants simples. Les low-tech sont utilisées dans une volonté de s'affranchir des hautes technologies et de se réapproprier les objets. Les low-tech sont une solution là où la maintenance dépend de systèmes sophistiqués.
Les low-tech sont présentes dans la vie quotidienne. Par exemple, aller au travail à vélo, en skate ou en roller, réparer soi-même ses appareils au lieu de les jeter, jardiner bio ou tendre vers le zéro-déchet correspondent entre autres à la philosophie low-tech.
Selon Philippe Bihouix, les low-tech suivent "sept commandements" :
- Remettre en cause les besoins
- Concevoir et produire réellement durable
- Orienter le savoir vers l'économie de ressources
- Rechercher l'équilibre entre performance et convivialité
- Relocaliser sans perdre les bons effets d'échelle
- Démachiniser les services
- Savoir rester modeste

## Historique

### Débuts
Dès le début de son histoire, l'humanité a utilisé des matériaux et des techniques « low-tech », à savoir naturellement recyclables, biodégradables abondants et surtout peu polluants : la terre, la paille, la pierre, la laine, le bois, les moulins à vent, à eau et la traction animale. Cette période pré-industrielle est une bonne illustration de ce concept. A contrario, le monde moderne utilise massivement les énergies fossiles, les machines et des matériaux comme l'acier, le béton et le plastique.

### Depuis les années 1970
À l'heure où les hautes technologies ont envahi nos maisons, se pose la question de l'écologie. Les énergies fossiles s'épuisent, ce qui amène à revoir la durabilité de certaines techniques. À partir de là, plusieurs courants de pensée se sont formés. Certains pensent que les techniques de pointe alliant la robotique et l'intelligence artificielle seront notre futur écologique avec par exemple des voitures totalement électriques ou des centrales électriques.
D'autres pensent au contraire que les hautes technologies ne peuvent pas tout résoudre, car les matériaux utilisés pour créer cette technologie sont polluants, et utilisent des énergies fossiles, des métaux etc. Il s'est ainsi développé une pensée critique de la haute technologie, dans les années 1960-1970. Beaucoup ont cherché à définir ce qu'étaient les technologies douces, donnant naissance au mouvement low-tech. Ces dernières ont été décrites comme « intermédiaires » (Ernst Friedrich Schumacher), « appropriées », « douces » (S. Brand), « libératrices » (Murray Bookchin), « démocratiques » (Lewis Mumford), « conviviales » (Ivan Illich), « ouvertes » (Gilbert Simondon), « alternatives » (G. Blanc), ou encore « différenciées » (Lambert). Ainsi s'est développé un courant aux États-Unis prônant un usage répandu des technologies douces, et de nombreuses recherches ont été effectuées dans ces années-là notamment par des chercheurs comme Langdon Winner.
Ce mouvement est cependant mort dans l’œuf, à la suite notamment de nombreuses pressions des grands lobbys.

### Depuis 2007
Le terme "low-tech" est de plus en plus cité dans la littérature scientifique, notamment dans les analyses des écrits des penseurs des années 1970 sus-mentionnés: voir par exemple Hirsch‐Kreinsen, le livre "High tech, low tech, no tech" ou Gordon.
Dans le contexte économique (montée des inégalités, crises financières) et environnemental (effondrement écologique) actuels, les low-tech connaissent un regain d'intérêt. En effet, ces solutions simples et peu coûteuses offrent une autre possibilité par rapport aux high-tech qui nécessitent des matériaux polluants et rares. Les low-tech investissent aujourd'hui quasiment tous les secteurs : agriculture, médecine, architecture, sport, internet… Cependant, l'ingénieur Philippe Bihouix, spécialiste de la finitude des ressources minières et de son étroite interaction avec la question énergétique, analyse que les hommes n'ont jamais autant "produit, pollué et jeté", et préconise l'éventuelle nécessité du retour à ces techniques au fur et à mesure de l'épuisement des ressources naturelles.
Depuis 2007, le néerlandais Kris de Decker publie le blog Low-tech Magazine qui rassemble des réflexions sur des solutions low-techs, le problème des high-techs, et la remise au goût du jour de technologies anciennes. Selon son manifeste, les lowtechs « refusent de supposer qu'à chaque problème il y a une solution high-tech ».
En 2015, le projet Low-tech Lab ouvre une plateforme web de documentation et de partage libre (type wiki) de low-tech et met en avant des temps de réflexion sur la philosophie low-tech.

## Concept polymorphe

### Approche de la Fabrique écologique
Selon la note de la fabrique écologique, le concept des low-tech, par opposition aux high-tech, est défini comme étant « une démarche visant, dans une optique de durabilité, à questionner nos besoins réels et développer des solutions aussi faiblement « technologisées » que possible, minimisant l’énergie requise à la production et à l’usage, utilisant le moins possible de ressources / matériaux rares, n’infligeant pas de coûts cachés à la collectivité.»
Elles sont basées sur des techniques les plus simples possible, les moins dépendantes possible des ressources non renouvelables, sur des produits réparables et maintenables dans la durée, facilitant l’économie circulaire, la réutilisation et le recyclage, s’appuyant sur les savoirs et le travail humain digne.

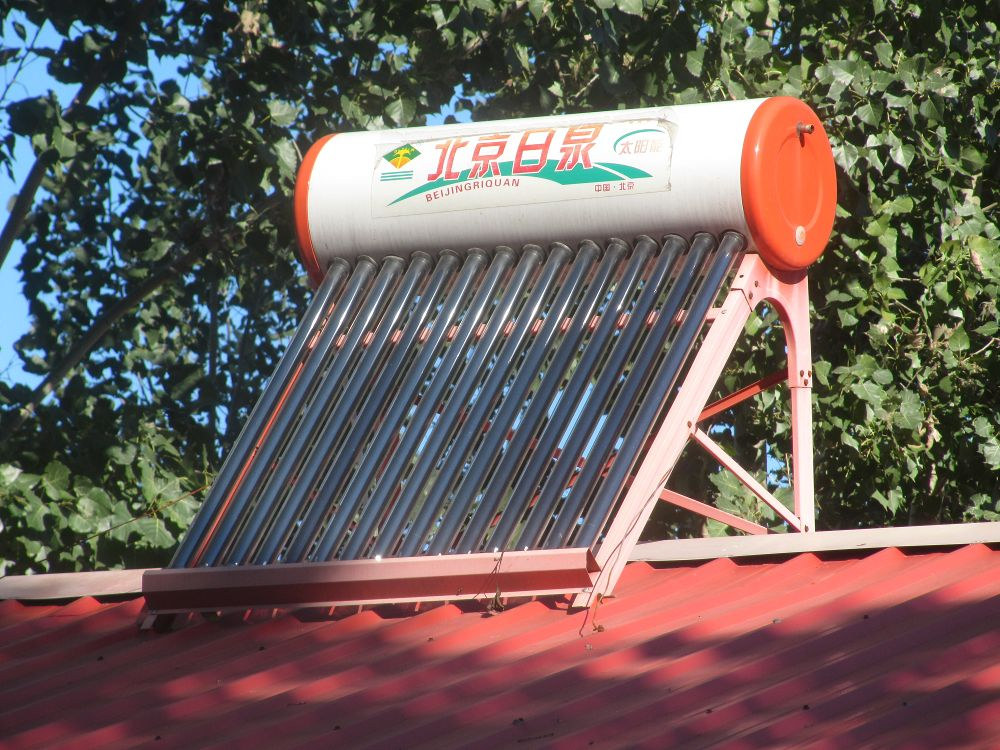
Chauffe-eau solaire (sans conversion électrique) tels qu'utilisés au Nord de la Chine.

Cette démarche n’est pas seulement technologique, mais aussi systémique. Elle vise à remettre en cause les modèles économiques, organisationnels, sociaux, culturels. À ce titre, elle est plus large que l’écoconception. » 
Toujours selon cette note, une autre manière, moins « technocratique », de définir les low-tech serait de les résumer comme une philosophie où l’on se poserait trois questions :
- Est-ce réellement le plus soutenable possible (écologiquement et humainement) ? Ou la question de la durabilité forte.
- Est-ce que ça nous rend plus résilients, autonomes, agiles ? Ou la question de la résilience collective.
- Est-ce utile, est-ce que ça le vaut ? Ou la question de la transformation culturelle.

Cette définition prend en compte l'aspect philosophique, environnemental et social. Les low-tech ne sont plus des techniques non récentes comme dans l'approche anglosaxone, mais au contraire de nouvelles techniques orientées vers l'avenir, plus écologiques et destinées à recréer des liens sociaux. Il y a alors possibilité d'innovation low-tech.
Contrairement à la définition anglosaxone, celle-ci est beaucoup plus optimiste et a une connotation positive. Il s'agirait alors d'une lutte contre l'obsolescence programmée des objets pourtant prétendus « high-tech » et d'une remise en question de la société de consommation, ainsi que de la pensée matérialiste qu'elle induit. Le concept de low-tech ainsi défini comprend une dimension humaniste selon laquelle chacun pourrait élaborer ses objets en usant de son intelligence et partager son savoir-faire pour démocratiser ses créations. Les low-tech se doivent donc d'être accessibles à tous et pourraient par conséquent contribuer à réduire les inégalités.
De plus, certains réduisent la définition des low-techs à la réponse aux besoins de base (manger, boire, se loger, se chauffer…), ce qui disqualifie de nombreuses technologies du qualificatif low-tech, mais cette définition n'est pas toujours acceptée. Enfin, au vu du caractère relatif de la définition du low-tech, certains préfèrent parler de lower tech (technologie "plus" basse) pour souligner une sobriété supérieure à la high-tech, sans prétendre être parfaitement sobre.

### Approche anglo-saxonne
Selon le Cambridge International Dictionary of English, le concept des low-tech est défini comme étant simplement une technique qui est non récente, ou utilisant des matériaux anciens (matériaux biosourcés et géosourcés "premiers"). Les entreprises considérées comme low-tech ont un fonctionnement simple [réf. nécessaire]. Moins un objet est sophistiqué, plus il est low-tech. Cette définition ne prend pas en compte l'aspect écologique ni social et ne s'appuie que sur une définition simpliste de la philosophie low-tech Interprétation abusive ?. Les low-tech seraient à tort alors vues comme un retour en arrière et non comme une avancée dans la recherche [Quoi ?].
Avec cette définition, le "high-tech" d'une certaine époque (ex: le télégraphe) devient le "low-tech" de celle d'après (ex: face au téléphone).

### Concepts proches
De nombreux concepts peuvent parfois se rapprocher du concept de la démarche low-tech, se voulant plus précis car restreints à une caractéristique particulière :

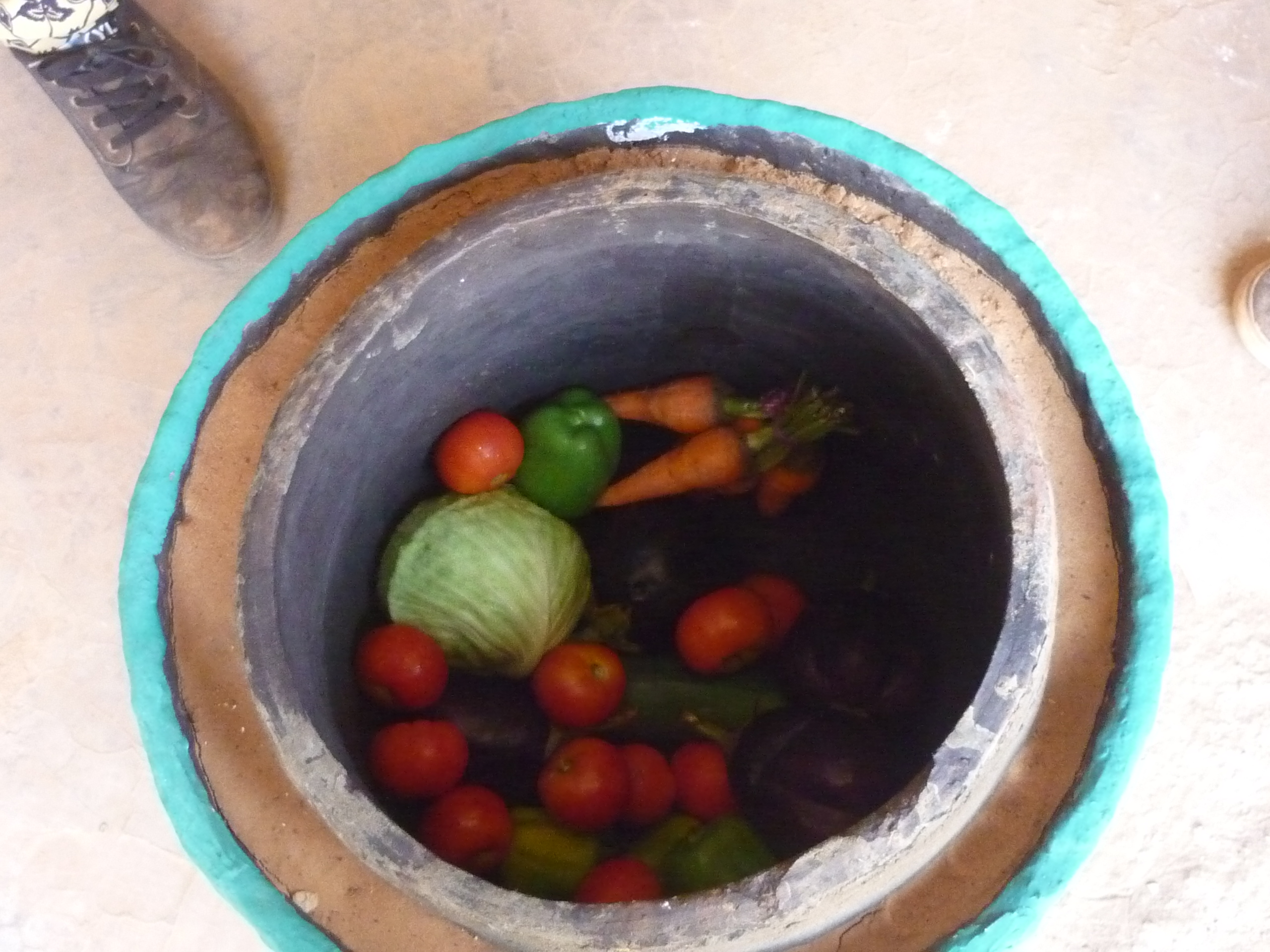
Le zeer est un réfrigérateur passif, constitué de deux pots de terre séparés par du sable que l'on mouille, et utilisé au Soudan depuis 2500 avant J.-C.

- retro-tech : il s’agit d’inventorier et évaluer des ressources technologiques existantes (idées, concepts ou brevets écologiques et résilients ou non) et de les mettre à jour, par exemple avec des technologies contemporaines comme le numérique. Ce type d’innovation, dit « rétro-tech », se revendique comme une « innovation frugale » (contrairement aux low-techs) et cherche à répondre à des besoins en utilisant un minimum de moyens[35],[36],[37]

- Wild-tech : par delà l'opposition high-tech/lowtech, elle entend donner des "outils pour mieux penser ces manières de fabriquer qui échappent à toute classification"[33]. Les inclassables. Est aussi assimilable au "rebel tech", mouvement dont le but est de hacker et se ré-approprier tout type de technologie[38].

- small-tech : qui s’oppose au "Big Tech", porté entre autres par les GAFAM, se référant ainsi aux questions numériques, "dans la perspective de maintenir un haut niveau de complexité technologique mais sur la base des notions de biens communs, de travail collaboratif et les principes de démocratie et de justice sociale"[39]
- (s)lowtech, ou slow-tech : exploite le jeu-de-mots (s)low - slow. But : "explorer les inconvénients de la technologie et ses effets sur la santé humaine et le développement"[40]. Désigne aussi un mouvement visant à réduire l'addiction aux technologies, surtout chez les plus jeunes[41]. Cependant la définition se rapprochant le plus du low-tech est celle se restreignant à des technologies (de tout type) permettant un mode de vie lent[42]. D'autres références définissent le slow-tech par rapport au numérique : il ne doit pas s'opposer à ces technologies, mais chercher à les rendre plus éthiques, plus "vertes", plus en phase avec l'humain, et avec le modèle du triangle de Spreng[43] avec sobriété énergétique[44].

- easy-tech : technologie facile à mettre en œuvre, à utiliser, et accessible à tous[45]. Au cœur de la définition communément admise des low-tech.
- no-tech : promeut un mode de vie évitant d'utiliser la technologie, quand c'est possible. Rejoint certains écrits technocritiques sur le bilan négatif et chronophage de la plupart des technologies "innovantes". Voir par exemple no-tech magazine[46]
- Lo-Tek (ou LoTek) : nom introduit par Julia Watson pour son livre "The Power of Lo—TEK - A global exploration of nature-based technology"[47]. L'auteur rassemble des savoirs et pratiques multigénérationnels pour "contrer l'idée que l'innovation aborigène serait primitive et existerait isolée de la technologie". Lo-TEK est l'acronyme de "Local - Traditional Ecological Knowledge" (Savoir traditionnel écologique et locaux).

## Éléments de définition
Le Low-tech Lab, une association française fondée en 2013, définit les low-tech comme "des objets, des systèmes, des techniques, des services, des savoir-faire, des pratiques, des modes de vie et même des courants de pensée, qui intègrent la technologie selon trois grands principes : utile, accessible, durable". Une étude collective menée par l'ADEME en 2022 pour clarifier le concept, propose de définir la démarche low-tech à partir de 5 critères noyaux :
- La prise en compte des limites écologiques et de l’impact environnemental ;
- Le questionnement des besoins et la recherche de frugalité ;
- L’accessibilité de la démarche et la démocratisation de la technologie ;
- La dimension systémique,
- La réduction de la complexité ou la recherche de la simplicité.

Sont identifiés également 3 critères secondaires :
- La remise en cause du lien entre usager et objet ;
- Le questionnement de l’usage de la technique ;
- La dimension innovante ou inventive.

D'autres travaux sont en cours ; certains auteurs mettent en avant des éléments de définition complémentaires comme l'efficience, l'allongement de la durée de vie, la maintenabilité ou les liens humains.

## Principes fondamentaux

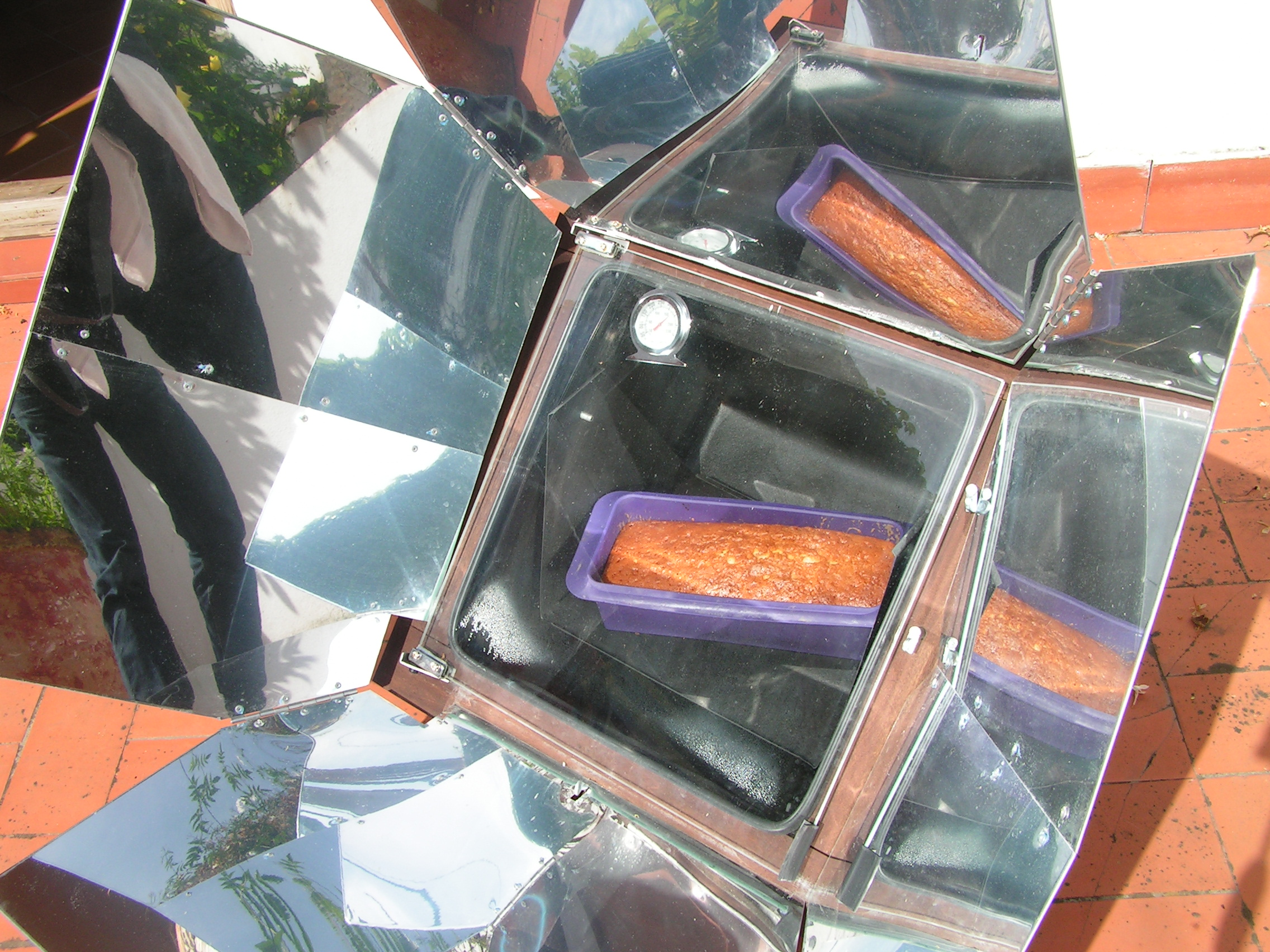
Cake cuit dans un Cuiseur solaire familial en France, fait de quelques planches de bois, une vitre et quelques parois réfléchissantes.

La démarche low-tech s'oppose à l'obsolescence programmée des objets high-tech de notre société. Même si celle-ci est censée être illégale, de nombreux fabricants d'appareils électroniques sont accusés de réduire volontairement la durée de vie de leurs produits. En étant solides et recyclables dans le temps, les low-tech répondent au problème de la consommation excessive. [réf. nécessaire]
Deux problèmes se posent aujourd'hui au niveau écologique. Les énergies fossiles se font rares, certains matériaux disparaissent, et les besoins en énergie sont toujours plus importants. En effet, aujourd'hui, les énergies fossiles représentent plus de 87 % de notre énergie primaire. Les métaux notamment sont dispersés inégalement sur toute la planète. De plus, pour extraire ces matières premières, il faut toujours plus d'énergie. Les low-tech apparaissent comme une solution à ces problèmes environnementaux. Selon Global Footprint Network, un institut de recherches international établi à Oakland (Californie), le 2 août 2017, nous avions consommé toutes les ressources naturelles que la planète est capable de régénérer en un an. Le problème de trouver de nouvelles solutions viables se pose face à la pénurie prochaine des ressources.
Est-ce réellement le plus soutenable possible (écologiquement et humainement) ? Les low-tech répondent à la nécessité de robustesse, de réparabilité, de recyclabilité, et évitent les externalités négatives (ACV). Elles sont produites dans des conditions basées sur le savoir et un travail humain digne.

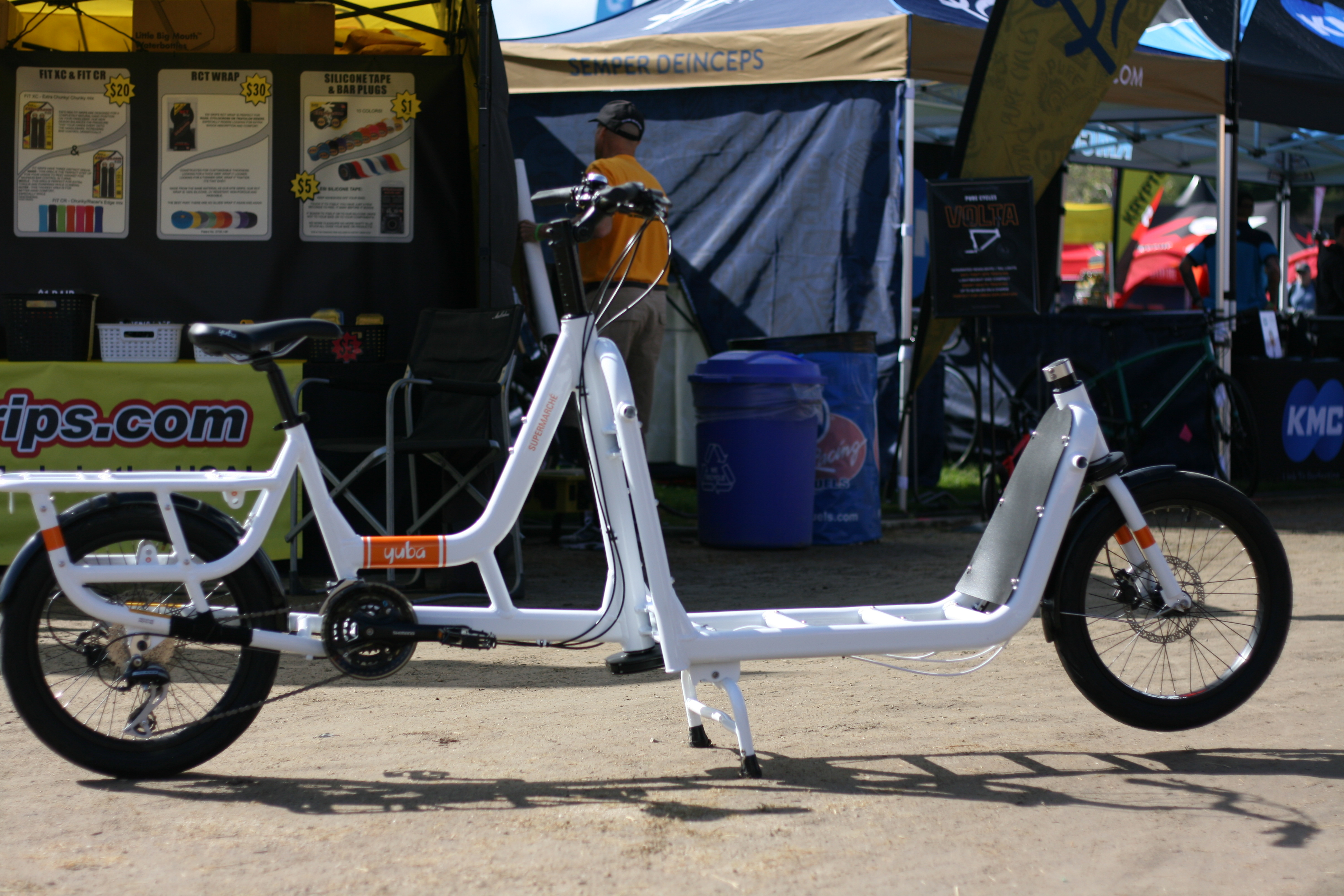
Vélo cargo comme moyen de transport low-tech.

Les objets low-tech doivent être réparables, recyclables et viables dans le temps :
- Les low-tech doivent être des objets réparables : ils doivent être faciles d'entretien et doivent pouvoir être entretenus ou réparés localement, par l'utilisateur ou par un artisan proche. Le fonctionnement doit donc rester simple et compréhensible du plus grand nombre. Les low-tech sont donc extrêmement modulables.
- Les low-tech doivent être recyclables : on doit pouvoir récupérer un maximum de ressources au moment du recyclage. Il faudrait donc tendre vers le plus possible vers le "mono-matériau" plutôt que les composites[52], agir sur les matériaux de base des objets et sur leur cycle de vie. Par conséquent, les low-tech utilisent des matériaux essentiellement recyclables ou recyclés.
- Les low-tech doivent être viables : il faut qu'ils soient conçus en utilisant le moins de ressources possible, en privilégiant les matériaux biosourcés et géosourcés « premiers »[53], présents en grande quantité sur la planète. De plus, cela permet aussi qu'ils puissent être réalisés à un prix abordable, et ce toujours dans l'optique d'accessibilité et de démocratisation qui les caractérise.
- L'aspect écologique des low-tech ne s'arrête pas là. Alors que la biodiversité est de plus en plus menacée sur Terre, notamment à cause de la destruction des habitats naturels dû à l’extraction de métaux rares, les low-tech sont garants d'un monde écologique. En utilisant des matériaux de réemploi, réutilisés ou recyclés, et en privilégiant la durabilité dans le temps, le problème des décharges publiques et de la détérioration de l'environnement semble se réduire. De manière plus large, il faudrait que les entreprises réduisent leurs utilisations en pesticides, et l'usage abusif des emballages, des colorants…

Alors que la course à la technologie et à la complexité des appareils se fait de plus en plus féroce, les low-tech se posent comme des technologies accessibles à tous, et réparables par tous. De plus, les métiers en rapport avec les low-tech sont amenés à apparaître dans les années à venir. D'ici 2026, de nombreux métiers low-tech pourraient apparaître avec un fort impact social. Les low-tech étant des technologies accessibles au plus grand nombre, les métiers créés grâce à eux seraient donc accessibles à tous et qui ne nécessiteraient pas forcément de prestigieux diplômes. Elles s'imposent donc comme un modèle social, visant à être accessible à tous peu importe le niveau d'étude ou les moyens financiers.
Le low-tech oblige aussi le consommateur à repenser son implication dans la chaîne de production. L'un des principaux atouts des low-tech est de créer des profils de consommateurs qui vont être plus responsables et soucieux de leur empreinte écologique sur l'environnement à travers le réemploi, la réutilisation et le recyclage.
De plus, les low-tech visent à être localement réparables et donc à faire évoluer le commerce de proximité et les artisans, en créant des liens sociaux entre les gens. Cela permettrait aussi de faire resurgir beaucoup de métiers qui sont en voie de disparition sous la pression des grands groupes .
Les low-tech s'imposent aussi face aux high-tech au niveau humain. En effet, pour obtenir des matériaux rares présents dans les hautes technologies, des mineurs très jeunes sont envoyés par des mafias rechercher ces matériaux. Les low-tech apparaissent donc comme des garants des droits humains en n'utilisant aucun matériau issu de ces pratiques.
Par certains aspects, les low-tech pourraient se rapprocher au niveau écologique de la décroissance. La philosophie des low-tech comme la décroissance pousse à repenser les indicateurs économiques de richesse ainsi que la place du travail dans la vie : recentrer l'attention sur l'Homme. Cependant elle vise surtout à réduire les dépenses énergétiques et matérielle.
Bien que l'aspect réemployable, réutilisable et recyclable des matériaux soit important, la philosophie low-tech veut aussi repenser notre façon de consommer. En effet, malgré le recyclage des matériaux, la perte d'énergie et de matière lors du recyclage est inévitable car le recyclage total n'est pas encore possible. Aussi, dans la philosophie low-tech, on va se poser des questions sur les réels besoins du consommateur. Le modèle économique de la société de consommation qui est notre modèle économique aujourd'hui serait donc à revoir, afin de recentrer nos consommations sur nos besoins réels.
Avec le phénomène des low-tech, la société de consommation tend à disparaître mais pas seulement. Les low-tech privilégient les artisans locaux, et les commerces de proximité aux grandes enseignes de vente. Les produits gagnent en valeur brute à être produits localement et développent donc une économie rentable pour de nombreux artisans.

## Philosophie
La technologie, dans son sens premier de science des techniques, n'a pas encore intégré la réflexion sur les low-tech dans son corpus d'analyses. Par contre, la critique des techniques est au moins aussi ancienne que la Révolution industrielle. Peut-être pourrait-on même la faire remonter au Discours sur les Sciences et les Arts de Jean-Jaques Rousseau (1750). Dans un premier temps, cette critique a pris la forme de l'hostilité au machinisme, dont les ravages sur l'emploi des artisans a provoqué le mouvement de contestation des Luddites dans l'Angleterre des années 1811-1816. Sur le plan intellectuel, l'économiste Sismondi fut l'un des premiers à s'en émouvoir et à proposer l'introduction d'une taxe sur les machines. Benjamin Constant et Stendhal ont quant à eux dénoncé l'industrialisme comme menaçant pour la liberté.
Beaucoup plus tardive est la critique des illusions de la technique de Friedrich Georg Jünger (Die Perfektion der Technik, 1946), et celle de la robotique par Günther Anders. L'ouvrage de ce dernier, Die Antiquiertheit des Menschen, qui comprend deux parties publiées en 1956 et 1980 (traduction française L'obsolescence de l'homme, 2001-2002) est un texte fondateur de la philosophie des techniques dans lequel il critique notamment la télévision, la bombe atomique et l'évolution de la morale à l'époque des deuxième et troisième révolutions industrielles.
Parmi les penseurs opposés aux technologies modernes, on peut citer Jacques Ellul (La technique ou l'enjeu du siècle, 1954 ; Le système technicien, 1977; Le bluff technologique, 1988), Lewis Mumford et Georg Friedrich Schumacher. Dans le second tome de son ouvrage Le mythe de la machine (1970), Lewis Mumford développe la notion de « biotechnique » pour désigner des techniques « bioviables », qui fonctionneraient d'une manière que nous qualifierions d'écologiquement responsable, c'est-à-dire qui permettent d'établir une relation homéostatique entre ressources et besoins. Dans son célèbre Small is beautiful (1973), Schumacher utilise le concept de « technologie intermédiaire » (ou de « niveau moyen »), qui correspond assez précisément à ce que nous entendons par « low tech ». Homme d'action, il a d'ailleurs créé un « Groupe de Développement de la Technologie Intermédiaire » ou GDTI.
Beaucoup plus récemment, le journaliste et informaticien Evgeny Morozov a développé dans de nombreux articles de presse une critique des technologies numériques, propices à la surveillance de masse et au développement du conformisme social (« nudging »). Plus généralement, il dénonce le « solutionnisme technologique », qui consiste à transformer n'importe quel problème humain (politique, économique, sociétal) en question technique dont la solution est attendue du développement de nouvelles techniques numériques.
Dans sa variante la plus extrême, la critique de la technologie moderne et de l'industrialisation a pris la forme des actions terroristes de l'Américain Ted Kaczynski, alias Unabomber, dans les années 1978 à 1995. Ces actions ont été justifiées par la publication d'un manifeste sur la Société industrielle et son futur dans le New York Times et le Washington Post (1995).
Aux États-Unis, on qualifie de « néo-luddisme » la philosophie qui se caractérise par son opposition aux techniques modernes et prône un retour à des niveaux de techniques plus élémentaires : par référence aux Luddites, nom des briseurs de machines qui sévirent en Angleterre entre 1811 et 1816, des destructions de voitures Smart et des immobilisations de bus d'employés de Google et de Yahoo qui ont eu lieu en Californie. Ce mouvement sans leader ni structure entretient des liens avec le mouvement anti-globalisation et l'anticapitalisme, avec l'écologie dans sa forme la plus radicale et avec une forme d'anarchisme primitiviste (courant minoritaire emmené par le philosophe John Zerzan). Cette critique de la société technicienne a néanmoins trouvé quelques porte-parole comme Chellis Glendinning, qui a tenté de donner une direction au mouvement (Notes towards a Neo-Luddite manifesto, 1990). De manière générale, les néo-luddites sont pessimistes quant aux effets des nouvelles technologies, qu'ils considèrent comme une menace pour l'emploi, pour l'environnement et pour l'humanité en général. Nombre d'entre eux pensent qu'un effondrement de la société est possible, et même probable.

## Concepts distincts
Plusieurs concepts s'approchent du concept de Low-tech. Ils ne doivent cependant pas être confondus.

### Green tech
Beaucoup confondent les low-tech et les green tech, pourtant ces deux concepts sont plutôt éloignés : les green tech sont des techniques de pointe issues des techniques de pointe (high-tech) qui cherchent à améliorer une partie d'un problème environnemental, mais souvent de façon uniquement local et partiel ; en délocalisant la pollution par exemple. C’est un concept qui émerge dans la Silicon Valley et en Allemagne, principalement dans les domaines de l’éolien et du solaire. Les smart cities sont un exemple de green tech régulièrement mis en avant.Ces technologies vertes représenteraient une troisième révolution industrielle, et seraient à but écologique. Cependant, elles sont fabriquées avec des matériaux issus de ressources non renouvelables, notamment des métaux plus ou moins rares, ce qui rend leur bilan peu écologique.
La différence entre les deux technologies est donc la notion de durabilité. Alors que les green-tech présentent une solution viable à court terme, les low-tech présentent des solutions moins avancées technologiquement mais viables à long terme, en ne s'appuyant que sur des matériaux recyclés.
Par exemple, les constructeurs de voitures électriques ou d'éoliennes ont besoin de matériaux rares tels que le dysprosium (présent dans les aimants de certaines éoliennes) et le néodyme qui sont des terres présentes en très faibles quantités à la surface du globe. L'acier, présent dans la nacelle et le mât, est l'un des matériaux les plus énergivores. Le bilan carbone de ces éléments (voitures électriques, panneaux solaires, éoliennes…) reste cependant faible. Ils représentent une solution viable à moyen terme. Il ne pourrait cependant pas survivre à une expansion importante. Par exemple, l'utilisation des éoliennes comme source d'énergie principale, aux vues de consommations actuelles, est compliquée à mettre en place.
Entre ces deux technologies, se dressent donc deux écoles. Ceux qui pensent que l'avenir de la planète passe par une avancée de plus en plus poussée de la technologie et ceux qui pensent que nous devons changer notre manière de faire et nous tourner vers une nouvelle façon de vivre et d'envisager le monde : les low-tech. Les low-tech s’opposent donc frontalement aux green tech en ce que les green tech poursuivent l’idée du progrès par la technologie et sont généralement très gourmandes en high-tech.

### Low-cost
Dans le contexte économique actuel, low-tech ne signifie pas Low-cost, car l'innovation low-tech nécessite parfois de lourds investissements en recherche et développement, de plus les low-tech souvent plus intensives en main d'œuvre.

### Innovation frugale
De même, l'innovation low-tech n'est pas l'innovation frugale. L'innovation frugale, ne vise qu'à répondre à un besoin de la manière la plus simple et efficace possible en utilisant un minimum de moyens, dans une pure logique de profit. Elle est souvent résumée par le fait de fournir des solutions de qualité à bas coût ou d'innover mieux avec moins. Le processus d'innovation frugale vise en effet à réduire la complexité et le coût de la chaîne de réalisation et de la solution créée dans un contexte où l'innovateur veut pouvoir s'adresser à un nouveau segment de marché. À la différence de l'innovation low-tech, l'innovation frugale favorise donc l'effet rebond et oublie la notion de durabilité forte.

## Application sectorielle

### Art
Au festival VIA à Créteil, une expo « low-tech » apparaît, mettant en scène des artistes comme Martin Messier ou Wim Janssen qui réutilisent des anciens objets (machine à coudre, bouteilles en plastique, pellicule de film) en leur donnant une seconde vie. Les artistes contemporains expriment leurs émotions à l'aide des low-tech. Ces objets sont peu fréquents dans l'art et ils fascinent, intriguent. Des courants artistiques utilisent les low-tech comme l'art Numérique, les arts scientifiques, la musique bruitiste, la musique électroacoustique ou la musique électronique.
Dans la musique, l'univers low-tech s'invite avec des bruits produits à partir d'anciens objets que le musicien recycle afin de créer de nouveaux sons et de les assembler créant ainsi des musiques particulières et uniques. Par exemple, Pierre Bastien a monté un spectacle en utilisant des instruments recyclés, des moteurs et des pièces de métal.
La low-tech utopia est une micro manufacture qui crée des objets artistiques « low-tech ». Elle rassemble aussi des musiciens low-tech qui viennent partager leurs créations.

### Design
Le « low-tech design » représente un courant contre l'obsolescence programmée des objets d'aujourd'hui. Le but est de remettre le design sous une forme plus naturelle, qui s'adapte à l'environnement tout en restant résistant. L'exemple le plus illustrateur du design low-tech est le mobilier créé dans les années 1930 par Alvar Aalto. Cette tendance est apparue dans le Nord de l'Europe et est basée sur une stratégie de recyclage propre aux low-tech.

### Informatique
Avec la multiplication des high-tech, la multiplication des capacités de stockage, de collecte s'accompagne une hausse des inégalités. En effet, les grandes entreprises du numérique qui contrôlent les ressources informatiques sont surpuissantes alors que les citoyens sont relativement démunis face à cette hégémonie d'internet. Dans un monde où Big Brother pourrait devenir réel, la question d'un internet low-tech se pose.
Une politique hacker-luddite propose d’élargir la critique du numérique et sa connaissance. Elle promeut l'utilisation de logiciels libres, des alternatives décentralisées mais surtout sur la prise en main du matériel internet par tous. Il existe des systèmes d'exploitations qui permettent de continuer à utiliser de vieux ordinateurs : par exemple certains des systèmes d'exploitations surnommés MiniLinux. Cela permet de continuer à utiliser d'anciens ordinateurs au lieu de les abandonner (sachant qu'ils sont difficilement recyclables).
Il existe déjà des réseaux autonomes un peu partout dans le monde. En Europe, les plus gros rassemblent plus de 35 000 utilisateurs. Ces réseaux sont beaucoup moins chers que les réseaux internet déjà présents. Cet internet low-tech pourrait être très utile notamment dans les pays les plus pauvres où la couverture numérique est inexistante. En utilisant du Wi-Fi à longue portée, les bandes passantes sont extrêmement élevées, les coûts réduits et il s'agit d'une installation très simple puisqu'elle utilise essentiellement des câbles Ethernet. Par exemple, en Inde, les réseaux AirJaldi fournissent un accès à internet à 20 000 utilisateurs situés dans des terrains difficiles à atteindre.

### Architecture
De nouvelles maisons faites à partir de matériaux de réemploi, biosourcés, géosourcés, ou encore recyclés voient le jour et suivent le concept low-tech. Quand elles sont faites de matériaux recyclés, ces maisons sont extrêmement modulables et faciles d’entretien. L’acquéreur peut décider de l'intérieur à sa guise. Les styles d'architecture peuvent aller du grand loft au petit studio étudiant. Ce nouveau genre d'habitation possède de nombreux autres avantages. Le coût est très réduit par rapport à une habitation normale, de l'ordre de 500 euros le mètre carré. Le Low tech & Do it yourself est un salon en Croatie rassemblant de nombreux architectes. C'est un lieu d'échanges d'idées et d'inventions entre architectes pour un futur plus low-tech.
Dans les pays où il fait extrêmement chaud comme en Afrique, refroidir les maisons coûte cher et consomme beaucoup d'énergie. Les dépenses et les surchauffes en utilisant de la terre crue sont alors considérablement réduites. De plus, la terre crue a besoin de très peu d'énergie pour être produite et peut être recyclée indéfiniment. Si cette matière est déjà très utilisée en Afrique, elle pourrait aussi être utilisée dans des pays plus tempérés comme la France. Toute la terre qui est récupérée des chantiers est très souvent inutilisée, elle pourrait alors être employée dans la construction de nouveaux bâtiments.
Oscar Mendez, fondateur de Conceptos Plásticos, entreprise créée en Colombie en 2010, utilise du plastique recyclé pour construire des maisons dans des zones sinistrées. À Bogota, seulement 13 % du plastique de l'industrie est recyclé tandis que le reste s'accumule dans des décharges. Chaque maison faite avec ce plastique coute environ 7 000 euros et peut être assemblée par quatre personnes en cinq jours. La formation ne dure qu'une après-midi rendant le concept accessible à tous.

### Travail du bois
Plusieurs sites proposent de fabriquer ses meubles soi-même afin de limiter autant que possible le transport des matières premières et d'éviter l'utilisation de matériaux totalement transformés comme sur la plupart des meubles industriels. Les activités liées à la charpenterie ou à la menuiserie - lorsqu'ils utilisent des matériaux biosourcés- peuvent être considérées comme low-tech.

### Autres exemples sectoriels

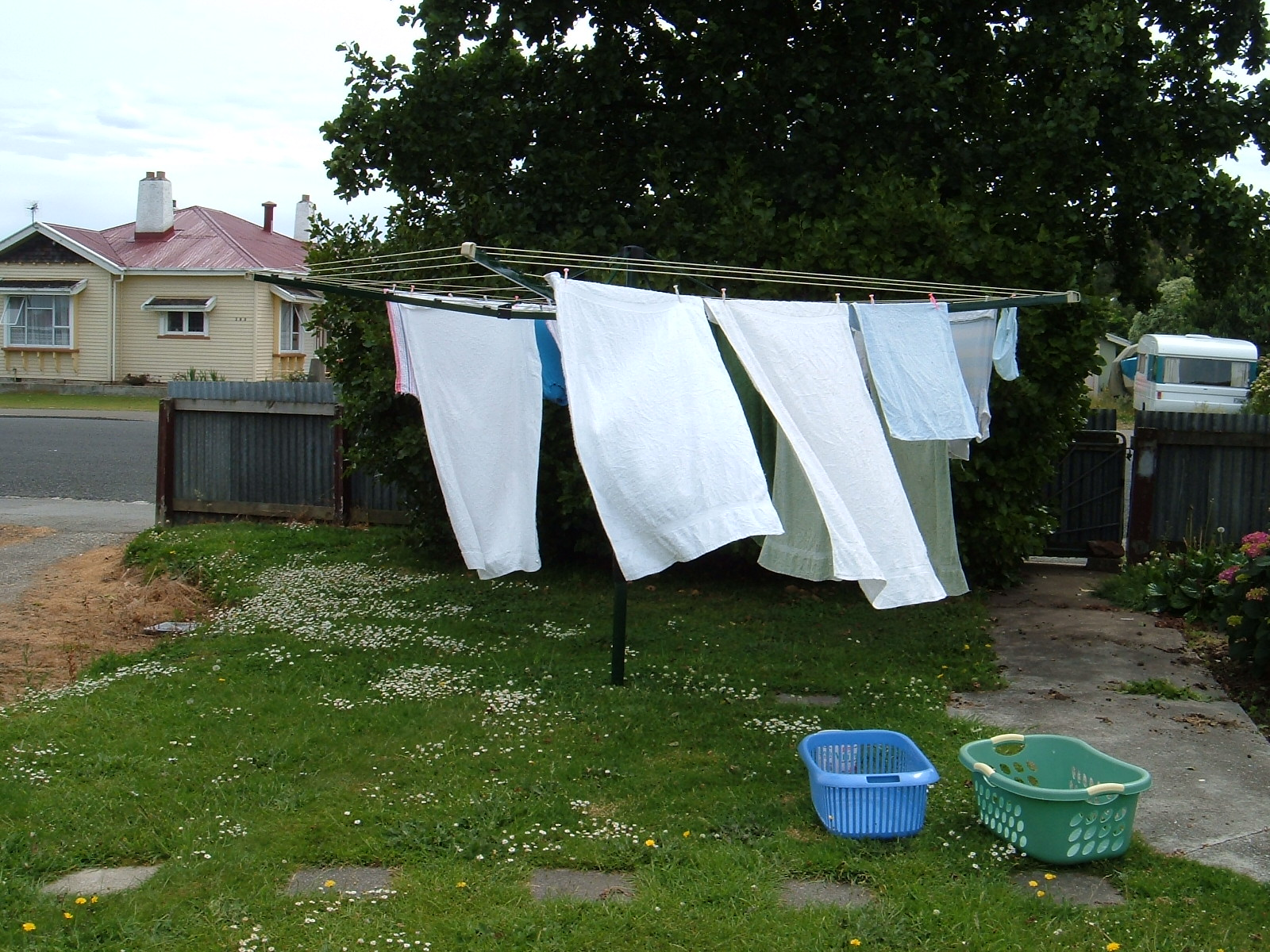
Corde à linge rotative.

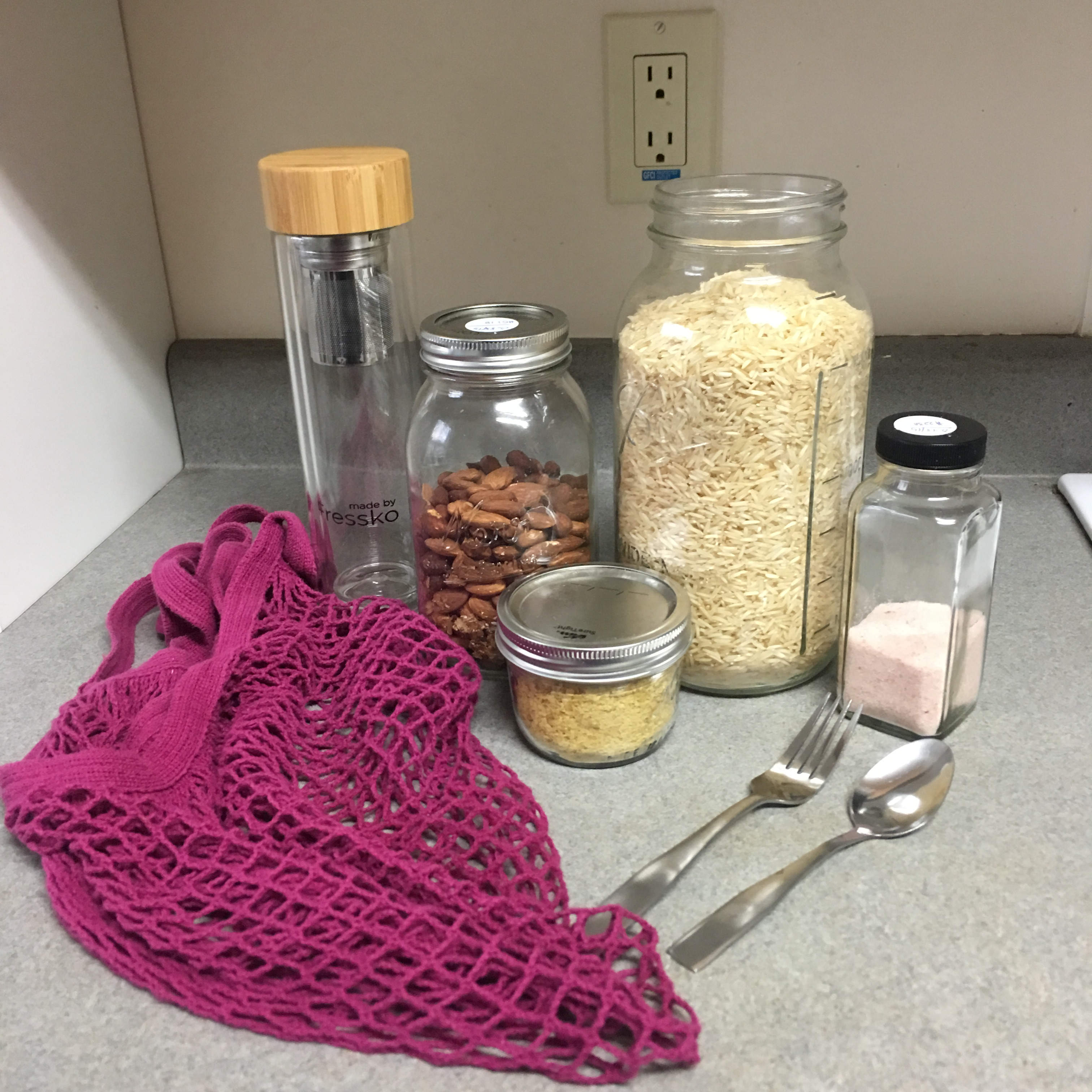
Le zéro déchet comme mode de vie low-tech.

Liste (non exhaustive) de pratiques plus traditionnelles pouvant être qualifiées de low-tech :
- la maçonnerie, telle qu'utilisée dans les châteaux, les cathédrales et les caves ;
- le forgeage du métal, travail du forgeron, la fonte, le soufflage du verre ;
- le foulage, feutrage, tricotage et couture à la main, travaux textile divers ;
- les savoirs primitifs (allant jusqu'à la taille de silex), techniques de bushcraft ;
- la musique (folklorique ou plus récente) jouée sur des instruments acoustiques ;
- l'agroécologie[5] ;
- l'agriculture biologique, et l'élevage tels que pratiqués avant la Seconde Guerre mondiale (par exemple L'Atelier Paysan) ;
- le moulage du grain, ou du bois (en scierie) ;
- la conservation des aliments : fumage, salaison, décapage, séchage, fermentation, etc.

Liste (non exhaustive) de low-techs de la vie courante d'un occidental :
- se déplacer à vélo, et le réparer avec des matériaux de seconde main ;
- utiliser un véhicule intermédiaire, comme le vélo cargo, pour transporter des charges à la place d'un véhicule thermique ;
- sécher son linge sur une corde à linge, ou sur un étendoir ;
- laver son linge à la main, ou dans un tambour à pédale[76], ou encore dans une machine à laver low-tech[77] ;
- refroidir son logement avec un ventilateur, un expandeur d'air ou un capteur solaire à air[78], plutôt que des appareils électriques type climatiseurs ;
- une clochette comme sonnerie de porte ;
- une cave ou un frigo du désert (plutôt qu'un réfrigérateur ou congélateur) ;
- utiliser un moulin à café manuel (plutôt qu'un broyeur électrique) et une essoreuse à salade ;
- déplacement longues distances en bateau à voile (plutôt qu'en avion) ;
- sac en osier ou en tissu (plutôt qu'en plastique) ;
- briquet suédois (plutôt que briquet jetable ou allumettes) ;
- perceuse à main, et non électrique ;
- s'éclairer à la lumière du Soleil ou avec des bougies ;
- textiles en chanvre ;
- arroser avec un goutte-à-goutte ;
- support papier pour prendre des notes ;
- nettoyer avec un balai (plutôt qu'avec un aspirateur) ;
- se repérer avec carte et boussole (plutôt que par GPS).

## Acteurs
Il existe plusieurs magazines (électroniques) qui proposent des solutions low-tech, en particulier Low-Tech Magazine et No Tech Magazine.

### Low-tech lab
Le Low-tech Lab est un projet coopératif de partage des low-tech. Il recense un nombre important de low-tech présents sur le marché et fonctionne sur la base de la participation collective. Il sert ainsi à la diffusion des low-tech un peu partout dans le monde et met à disposition une base de données les regroupant. De plus, il accompagne toutes les entreprises ou les associations (étudiantes ou autres) dans leurs recherches sur le développement de nouveaux low-tech.

### Nomade des mers
À bord d'un catamaran surnommé le Nomade des mers, Corentin de Chatelperron est parti avec ses coéquipiers faire le tour du monde à la recherche de différents low-tech. Leur voyage a duré trois ans et ils ont appris de nombreuses techniques locales pour s'équiper à bord. Ainsi, leur électricité, leur eau potable, et tout ce qui les entoure sont issus de technologies low-tech. L'objectif principal de ce bateau : l'autosuffisance. Ce projet a également pour but de véhiculer les low-tech et de découvrir les pratiques en lien avec ce concept à travers le monde. Actuellement, 30 projets low-tech ont été référencés sur le site Low-Tech Lab grâce à cette expédition.
Corentin de Chatelperron s'intéresse depuis longtemps aux technologies low-tech. Il a par exemple développé l'idée d'une coque de bateau en toile de jute à la place des coques en fibre de verre, énergivore à produire et non recyclables.

## Débat low-tech et high tech
Les low-tech sont présentées parfois à tort comme des mouvements rétrogrades, qui ne sont pas progressistes. Les défenseurs des high-tech prônent une technologie toujours plus poussée qui permettrait de répondre aux problèmes écologiques. Ils dénoncent dans les low-tech un manque de fonctionnalités et de développement. Les anti low-tech critiquent aussi le retour à petite échelle fait avec cette technologie.
Cependant d'autres estiment qu'avec les low-tech, la recherche et le développement seraient extrêmement sollicités, simplement orientés vers des directions différentes comme l'agriculture biologique. En effet, celle-ci requiert peu d'intrants, mais de solides compétences en agronomie, microbiologie… De plus, des adaptations doivent être faites à tous les climats. Tous ces éléments demandent énormément de recherches et de développement.
Ceux qui défendent les low-tech présentent aussi le fait que les high-tech sont souvent inutilement complexes et exagérément coûteuses.